# 克里斯·兰格瑞奇
克里斯·兰格瑞奇（英語：Chris Langridge，1985年5月2日—），英格蘭男子羽毛球運動員，擅長雙打項目。他与马库斯·埃利斯曾赢得2016年夏季奧林匹克運動會羽毛球比賽的男子双打銅牌，而且也是2018年英聯邦運動會和2019年歐洲運動會的男子雙打金牌得主。

## 簡歷
克里斯·兰格瑞奇受學校老師（也是羽毛球縣隊的教練）Jackie Cunningham啟蒙，自10歲開始接觸羽毛球運動，至12歲時已首次代表國家隊參賽。他其後入讀萊瑟的Therefield School，其間助學校兩次贏得全國比賽冠軍
2008年11月，克里斯·兰格瑞奇與David Lindley出戰蘇格蘭羽毛球國際賽，在男双决赛以1比2（19-21、21-16、16-21）不敌赛会4号种子、队友的理查德·艾德斯泰特/安德鲁·埃利斯，赢得亚军。
2009年11月，克里斯·兰格瑞奇與罗宾·米德尔顿出戰蘇格蘭羽毛球國際賽，在男双决赛以1比2（21-19、24-26、11-21）不敌赛会3号种子、丹麦的马德斯·康拉德-彼德森/马德斯·皮勒尔·科尔丁，赢得亚军。同年12月，他与苏格兰的吉莉·库珀出戰愛爾蘭羽毛球國際賽，在混双準決賽以1比2（14-21、21-17、9-21）不敌赛会2号种子、队友的克里斯蒂安·约翰·斯科夫高/玛里亚纳·阿格基罗。
2010年8月，克里斯·兰格瑞奇與安德鲁·埃利斯出戰碧特博格羽毛球黃金大獎賽，在男双準决赛以1比2（22-20、17-21、19-21）不敌赛会头号种子、丹麦的玛蒂亚斯·鲍伊/卡斯腾·摩根森。同年9月，他与罗宾·米德尔顿出戰捷克羽毛球國際賽，在男双决赛以2比0（21-9、21-19）击败了赛会头号种子、同胞的马库斯·埃利斯/彼得·米尔斯，赢得冠军。同年12月，他与安东尼·克拉克出戰愛爾蘭羽毛球國際賽，在男双决赛以0比2（13-21、16-21）不敌队友的克里斯·爱德考克/安德鲁·埃利斯，赢得亚军。同期12月，他与安东尼·克拉克出戰意大利羽毛球國際賽，在男双决赛以2比0（21-14、21-19）击败了赛会3号种子、俄罗斯的弗拉基米尔·伊万诺夫/伊万·索松诺夫，赢得冠军。
2011年2月，克里斯·兰格瑞奇與老將安东尼·克拉克出戰奧地利國際挑戰賽，在男双决赛以2比0（21-15、21-16）击败了日本的佐伯祐行/垰畑亮太，赢得冠军。
2012年，克里斯·兰格瑞奇開始與彼得·米尔斯搭檔男雙，先後在奧地利國際挑戰賽、比利時國際賽、丹麥國際賽打進準決賽，又在9月進行的捷克國際賽拿下首個冠軍。同年11月，二人打進碧特博格黃金大獎賽男雙決賽，最終以0比2（15-21、11-21）不敵德國組合，屈居亞軍，但已創下其職業生涯的最好成績。
2013年5月，克里斯·兰格瑞奇与希瑟·奥利弗出戰西班牙羽毛球公開賽，在混双準決賽以0比2（18-21、19-21）不敌波兰的沃伊切赫·苏库德拉尔塞克/阿格涅什卡·维特科夫斯卡。同年6月，他与彼得·米尔斯出戰泰國羽毛球黃金大獎賽，在男双準決賽以0比2（20-22、12-21）不敌赛会2号种子、俄罗斯的弗拉基米尔·伊万诺夫/伊万·索松诺夫。接着8月，他分别與彼得·米尔斯以及希瑟·奥利弗參加中國廣州舉行的世界羽毛球錦標賽出戰男子雙打項目以及混合雙打項目；在男双首圈以2-0淘汰香港組合晉級，但在第二圈就以0比2（7-21、20-22）不敵4號種子、日本的遠藤大由/早川賢一出局。而混双首圈就以1比2（20-22、21-13、13-21）負於瑞典的尼科·鲁波宁/阿曼达·赫格斯特伦出局。随后9月，他与彼得·米尔斯出戰比利時羽毛球國際賽，在男双决赛以0比2（26-28、18-21）不敌丹麦的安德斯·斯考劳普·拉斯姆森/金·阿斯特鲁普·索伦森，赢得亚军。同年10月，他与希瑟·奥利弗出戰倫敦羽毛球黃金大獎賽，在混双决赛以0比2（19-21、14-21）不敌赛会2号种子、德国的麦克·福克斯/比尔吉德·迈克斯，赢得亚军。同期10月，他与希瑟·奥利弗出戰碧特博格羽毛球黃金大獎賽，在混双準決賽以0比2（17-21、7-21）不敌赛会头号种子、德国的麦克·福克斯/比尔吉德·迈克斯。同年11月，他与希瑟·奥利弗出戰蘇格蘭羽毛球大獎賽，在混双决赛以0比2（16-21、14-21）不敌赛会5号种子、苏格兰的罗伯·布莱尔/伊莫金·班克尔，赢得亚军。同期11月，他与希瑟·奥利弗出戰威爾斯羽毛球國際賽，在混双决赛以2比1（21-17、10-21、21-13）力挫赛会2号种子、俄罗斯的维塔利·杜尔金/尼娜·维斯洛娃，赢得冠军。
2014年7月，克里斯·兰格瑞奇代表英格兰参加苏格兰格拉斯哥举办的英聯邦運動會羽毛球比賽，在率先进行的团体赛，英格兰队赢得了銀牌；而双打方面，他分别与彼得·米尔斯/希瑟·奥利弗一同出征，在男双準決賽曾以1比2（21-16、16-21、19-21）不敌新加坡的丹尼·巴瓦·克里斯南塔/查特·奇雅加特，在季軍戰以2比0（21-17、21-17）战胜了赛会头号种子、同胞的克里斯·爱德考克/安德鲁·埃利斯取得铜牌；而混双决赛以0比2（9-21、12-21）不敌赛会头号种子、队友的克里斯·爱德考克/加布里·爱德考克，赢得亚军。随后12月，他与马库斯·埃利斯出戰意大利羽毛球國際賽，在男双决赛以2比0（21-11、21-19）力挫赛会头号种子、德国的麦克·福克斯/约翰尼斯·斯科特勒，赢得冠军。
2015年7月，克里斯·兰格瑞奇与马库斯·埃利斯出戰白夜羽毛球賽，在男双决赛以0比2（10-21、12-21）不敌马来西亚的古健傑/陳文宏，赢得亚军。同年11月，他与马库斯·埃利斯出戰蘇格蘭羽毛球大獎賽，在男双準決賽以0比2（15-21、21-16、20-22）不敌赛会4号种子、德国的麦克·福克斯/约翰尼斯·斯科特勒。同期11月，他与马库斯·埃利斯出戰威爾斯羽毛球國際賽，在男双决赛以2比1（21-16、16-21、21-16）力克赛会2号种子、波兰的亚当·克瓦林纳/普热梅斯瓦夫·瓦查，赢得冠军。
2016年2月，克里斯·兰格瑞奇与马库斯·埃利斯出戰奧地利羽毛球公開賽，在男双决赛以2比0（21-14、21-16）击败了日本的三橋健也/渡邊勇大，赢得冠军。同年4月，他参加法国永河畔拉罗什举办的歐洲羽毛球錦標賽，在男双準决赛以0比2（19-21、14-21）不敌赛会2号种子、丹麦的马德斯·康拉德-彼德森/马德斯·皮勒尔·科尔丁，赢得季军。。同年8月，他与马库斯·埃利斯代表英格兰出戰巴西里約熱內盧舉行的奥林匹克运动会羽毛球比賽男子雙打項目，在小组赛中曾击败了过韩国的金基正/金沙朗，但最终只能以第二出线；在八强中以2比0（21-19、21-17）击退了日本的遠藤大由/早川賢一，后者则在后面的比赛不敌对手，同时在銅牌賽取胜为英格兰赢得了一枚奥运铜牌。
2017年5月，克里斯·兰格瑞奇与马库斯·埃利斯出戰泰國羽毛球黃金大獎賽，在男双準決賽以1比2（20-22、21-18、9-21）不敌赛会5号种子、印尼的贝里·安格里亚万/哈迪安托。同年12月，他与馬庫斯·埃利斯出戰美國羽毛球國際挑戰賽，在男双决赛以2比0（21-14、21-17）击败了中華台北的呂家弘/呂佳彬，赢得冠军。
2018年2月，克里斯·兰格瑞奇与马库斯·埃利斯出戰瑞士羽毛球公開賽，在男双準决赛以0比2（15-21、14-21）不敌赛会头号种子、丹麦的玛蒂亚斯·鲍伊/卡斯腾·摩根森。同年4月，他代表英格兰参加澳大利亚昆士蘭州黃金海岸举办的英聯邦運動會羽毛球比賽，他与马库斯·埃利斯再次联手出征；在率先进行的团体赛，英格兰队赢得了铜牌；而双打方面，他与马库斯·埃利斯在决赛以2比0（21-13、21-16）完胜了赛会2号种子、印度的萨维克赛拉吉·兰基雷迪/奇拉格·谢提，赢得男子双打金牌。

## 主要比賽成績
只列出曾進入準決賽的國際賽事成績：
| 年份   | 賽事                       | 公開賽級別 | 項目     | 拍檔          | 成績   |
| ------ | -------------------------- | ---------- | -------- | ------------- | ------ |
| 2005年 | 捷克羽毛球國際賽           |            | 男子雙打 | Chris Tonks   | 冠軍   |
| 2008年 | 蘇格蘭羽毛球國際賽         | 國際挑戰賽 | 男子雙打 | David Lindley | 亞軍   |
| 2009年 | 瑞典斯德哥爾摩羽毛球國際賽 | 國際挑戰賽 | 男子雙打 | David Lindley | 亞軍   |
| 2009年 | 西班牙羽毛球公開賽         | 國際挑戰賽 | 男子雙打 | Dean George   | 亞軍   |
| 2009年 | 蘇格蘭羽毛球國際賽         | 國際挑戰賽 | 男子雙打 | 罗宾·米德尔顿 | 亞軍   |
| 2009年 | 愛爾蘭羽毛球國際賽         | 國際挑戰賽 | 混合雙打 | 吉莉·库珀     | 準決賽 |
| 2010年 | 西班牙羽毛球公開賽         | 國際挑戰賽 | 男子雙打 | 安德鲁·埃利斯 | 準決賽 |
| 2010年 | 碧特博格羽毛球黃金大獎賽   | 黃金大獎賽 | 男子雙打 | 安德鲁·埃利斯 | 準決賽 |
| 2010年 | 捷克羽毛球國際賽           | 國際挑戰賽 | 男子雙打 | 罗宾·米德尔顿 | 冠軍   |
| 2010年 | 愛爾蘭羽毛球國際賽         | 國際系列賽 | 男子雙打 | 安东尼·克拉克 | 亞軍   |
| 2010年 | 意大利羽毛球國際賽         | 國際挑戰賽 | 男子雙打 | 安东尼·克拉克 | 冠軍   |
| 2011年 | 奧地利羽毛球國際挑戰賽     | 國際挑戰賽 | 男子雙打 | 安东尼·克拉克 | 冠軍   |
| 2012年 | 奧地利羽毛球國際挑戰賽     | 國際挑戰賽 | 男子雙打 | 彼得·米尔斯   | 準決賽 |
| 2012年 | 丹麥羽毛球國際賽           | 國際挑戰賽 | 男子雙打 | 彼得·米尔斯   | 準決賽 |
| 2012年 | 比利時羽毛球國際賽         | 國際挑戰賽 | 男子雙打 | 彼得·米尔斯   | 準決賽 |
| 2012年 | 比利時羽毛球國際賽         | 國際挑戰賽 | 混合雙打 | 希瑟·奥利弗   | 亞軍   |
| 2012年 | 捷克羽毛球國際賽           | 國際挑戰賽 | 男子雙打 | 彼得·米尔斯   | 冠軍   |
| 2012年 | 捷克羽毛球國際賽           | 國際挑戰賽 | 混合雙打 | 希瑟·奥利弗   | 冠軍   |
| 2012年 | 碧特博格羽毛球黃金大獎賽   | 黃金大獎賽 | 男子雙打 | 彼得·米尔斯   | 亞軍   |
| 2012年 | 威爾斯羽毛球國際賽         | 國際挑戰賽 | 混合雙打 | 希瑟·奥利弗   | 亞軍   |
| 2013年 | 西班牙羽毛球公開賽         | 國際挑戰賽 | 混合雙打 | 希瑟·奥利弗   | 準決賽 |
| 2013年 | 泰國羽毛球黃金大獎賽       | 黃金大獎賽 | 男子雙打 | 彼得·米尔斯   | 準決賽 |
| 2013年 | 比利時羽毛球國際賽         | 國際挑戰賽 | 男子雙打 | 彼得·米尔斯   | 亞軍   |
| 2013年 | 倫敦羽毛球黃金大獎賽       | 黃金大獎賽 | 混合雙打 | 希瑟·奥利弗   | 亞軍   |
| 2013年 | 碧特博格羽毛球黃金大獎賽   | 黃金大獎賽 | 混合雙打 | 希瑟·奥利弗   | 準決賽 |
| 2013年 | 蘇格蘭羽毛球大獎賽         | 大獎賽     | 混合雙打 | 希瑟·奥利弗   | 亞軍   |
| 2013年 | 威爾斯羽毛球國際賽         | 國際挑戰賽 | 混合雙打 | 希瑟·奥利弗   | 冠軍   |
| 2014年 | 歐洲男子羽毛球團體錦標賽   | 其他       | 男子團體 | －            | 亞軍   |
| 2014年 | 英聯邦運動會羽毛球比賽     | 其他       | 混合團體 | －            | 銀牌   |
| 2014年 | 英聯邦運動會羽毛球比賽     | 其他       | 男子雙打 | 彼得·米尔斯   | 銅牌   |
| 2014年 | 英聯邦運動會羽毛球比賽     | 其他       | 混合雙打 | 希瑟·奥利弗   | 銀牌   |
| 2014年 | 意大利羽毛球國際賽         | 國際挑戰賽 | 男子雙打 | 马库斯·埃利斯 | 冠軍   |
| 2015年 | 歐洲羽毛球混合團體錦標賽   | 其他       | 混合團體 | －            | 亞軍   |
| 2015年 | 白夜羽毛球賽               | 國際挑戰賽 | 男子雙打 | 马库斯·埃利斯 | 亞軍   |
| 2015年 | 蘇格蘭羽毛球大獎賽         | 大獎賽     | 男子雙打 | 马库斯·埃利斯 | 準決賽 |
| 2015年 | 威爾斯羽毛球國際賽         | 國際挑戰賽 | 男子雙打 | 马库斯·埃利斯 | 冠軍   |
| 2016年 | 歐洲男子羽毛球團體錦標賽   | 其他       | 男子團體 | －            | 季軍   |
| 2016年 | 奧地利羽毛球公開賽         | 國際挑戰賽 | 男子雙打 | 马库斯·埃利斯 | 冠軍   |
| 2016年 | 歐洲羽毛球錦標賽           | 其他       | 男子雙打 | 马库斯·埃利斯 | 季軍   |
| 2016年 | 奧林匹克運動會羽毛球比賽   | 其他       | 男子雙打 | 马库斯·埃利斯 | 銅牌   |
| 2017年 | 歐洲羽毛球混合團體錦標賽   | 其他       | 混合團體 | －            | 季軍   |
| 2017年 | 瑞士羽毛球黃金大獎賽       | 黃金大獎賽 | 男子雙打 | 马库斯·埃利斯 | 準決賽 |
| 2017年 | 泰國羽毛球黃金大獎賽       | 黃金大獎賽 | 男子雙打 | 马库斯·埃利斯 | 準決賽 |
| 2017年 | 美國羽毛球國際挑戰賽       | 國際挑戰賽 | 男子雙打 | 馬庫斯·埃利斯 | 冠軍   |
| 2018年 | 瑞士羽毛球公開賽           | 超級300賽  | 男子雙打 | 马库斯·埃利斯 | 準決賽 |
| 2018年 | 歐洲羽毛球男女子團體錦標賽 | 其他       | 男子團體 | －            | 亞軍   |
| 2018年 | 英聯邦運動會羽毛球比賽     | 其他       | 男子雙打 | 马库斯·埃利斯 | 金牌   |
| 2018年 | 英聯邦運動會羽毛球比賽     | 其他       | 混合團體 | －            | 銅牌   |
| 2018年 | 加拿大羽毛球公開賽         | 超級100賽  | 男子雙打 | 马库斯·埃利斯 | 冠軍   |
| 2018年 | 丹麥羽毛球公開賽           | 超級750賽  | 男子雙打 | 马库斯·埃利斯 | 準決賽 |
| 2018年 | 薩洛盧羽毛球公開賽         | 超級100賽  | 男子雙打 | 马库斯·埃利斯 | 冠軍   |
| 2018年 | 蘇格蘭羽毛球公開賽         | 超級100賽  | 男子雙打 | 马库斯·埃利斯 | 冠軍   |
| 2019年 | 瑞士羽毛球公開賽           | 超級300賽  | 男子雙打 | 马库斯·埃利斯 | 準決賽 |
| 2019年 | 阿塞拜疆羽毛球國際賽       | 國際挑戰賽 | 男子雙打 | 马库斯·埃利斯 | 亞軍   |
| 2019年 | 歐洲運動會羽毛球比賽       | 其他       | 男子雙打 | 马库斯·埃利斯 | 金牌   |
| 2019年 | 哈爾科夫羽毛球國際賽       | 國際挑戰賽 | 男子雙打 | 马库斯·埃利斯 | 亞軍   |
| 2020年 | 丹麥羽毛球公開賽           | 超級750賽  | 男子雙打 | 馬庫斯·埃利斯 | 冠軍   |
| 2021年 | 歐洲羽毛球錦標賽           | 其他       | 男子雙打 | 馬庫斯·埃利斯 | 季軍   |

| 2007-2017年 | 首要超級賽 | 超級賽 | 黃金大獎賽 | 大獎賽 | 國際挑戰賽 | 國際系列賽 | 未來系列賽 | 其他 |

| 2018-2026年 | 總決賽 | 超級1000賽 | 超級750賽 | 超級500賽 | 超級300賽 | 超級100賽 | 國際挑戰賽 | 國際系列賽 | 未來系列賽 | 其他 |

### 奧運會和世錦賽參賽紀錄
|          | 搭檔          | 2007 | 2008 | 2009 | 2010 | 2011 | 2012 | 2013 | 2014 | 2015 | 2016 | 2017 | 2018 | 2019 |
| -------- | ------------- | ---- | ---- | ---- | ---- | ---- | ---- | ---- | ---- | ---- | ---- | ---- | ---- | ---- |
| 男子雙打 | David Lindley | 32強 | －   | －   | －   | －   | －   | －   | －   | －   | －   | －   | －   | －   |
| 男子雙打 | 罗宾·米德尔顿 | －   | －   | －   | 32強 | －   | －   | －   | －   | －   | －   | －   | －   | －   |
| 男子雙打 | 安东尼·克拉克 | －   | －   | －   | －   | 32強 | －   | －   | －   | －   | －   | －   | －   | －   |
| 男子雙打 | 彼得·米尔斯   | －   | －   | －   | －   | －   | －   | 32強 | 32強 | －   | －   | －   | －   | －   |
| 男子雙打 | 马库斯·埃利斯 | －   | －   | －   | －   | －   | －   | －   | －   | 8強  | 銅牌 | 16強 | 48強 | 32強 |
|          |               |      |      |      |      |      |      |      |      |      |      |      |      |      |
| 混合雙打 | 希瑟·奥利弗   | －   | －   | －   | －   | －   | －   | 48強 | 32強 | －   | －   | －   | －   | －   |